# Spinoliella maculata
Spinoliella maculata là một loài Hymenoptera trong họ Andrenidae. Loài này được Spinola mô tả khoa học năm 1851.